# Стефан Радичевић
Стефан Радичевић или Стеван Радичевић (Нови Сад — Београд, 11. март 1871) био је српски правник и политичар. Био је српски министар правде и просвете и члан Државног савета.

## Биографија
Рођен је у Новом Саду где се и школовао, а био је стриц српског песника Бранка Радичевића.
У Бечу је студирао право. Његови непријатељи су о њему говорили да је био само трговачки калфа пре преласка у Србију. Рано је ступио у службу у магистрату. Пре преласка у Србију био је дијуриста у Земуну. У Србију је прешао 1830. године и постављен је за члана законодавне комисије при београдском народном суду, којој је на челу био Вук Стефановић Караџић. Од краја 1830. заједно са Димитријем Давидовићем сакупљао је грађу за писање устава. Почетком 1831. постављен је за секретара Кнежевске канцеларије. Крајем 1834. године смењен је са положаја секретара. Пошто кнез није био задовољан ранијим радом законодавне комисије, Радичевић је постављен 1834. за члана нове законодавне комисије. Саставио је до Митровдана 1834. године полицијски и кривични законик и попратио их својим тумачењима. Радио је са Димитријем Давидовићем и на установи Државнога савета. Помагао је Давидовићу у писању Сретењског устава.
Након проглашења Сретењског устава постао је 1835. секретар Државног савета. Тада је био најмлађи саветник. Када је поништен Сретењски устав онда је до краја априла 1835. Радићевић сам написао један нацрт новога устава, а други нацрт је написао у оквиру комисије. По Радичевићевом нацрту скоро сва власт је била концентрисана у рукама кнеза, тако да је законодавну власт кнез требао да дели са Саветом, извршна власт је била у рукама кнеза, а судска власт је била независна. Постављен је јула 1835. за директора канцеларије Државног савета. Постао је марта 1836. члан Великог суда. О Милетиној буни написао је под туђим именом октобра 1836. у немачким новинама велики чланак, у коме је по налогу кнеза Милоша Тому Вучића приказао као издајника. Поново је током 1837—1838. био члан уставотворне комисије. Радичевић је марта 1839. постављен за начелника оделења у министарству унутрашњих послова. По налогу кнеза Милоша наредио је секретарима Савета да не подржавају кнежеве противнике. На месту министра правде и просвете био је од 26. јуна 1840. до 7. септембра 1842. Иако није служио у војсци, јуна 1841. унапређен је у чин пуковника. Као министар просвете по закону је био и председник Друштва српске словесности.
Као министар правде настојао је да судска решења, пресуде и судска акта имају облик, на који је он био навикао у Аустроугарској. Уставобранитељи су током 1842. као своје основне захтеве истицали смењивање Ђорђа Протића, Цветка Рајовића и Стефана Радичевића. Тома Вучић Перишић је пре сукоба са кнежевом војском код Метиног брда 4. септембра 1842. понудио кнезу Михаилу помирење под условом да отпусти тројицу министара Ђорђа Протића, Цветка Рајовића и Стевана Радичевића и да се из Србије уклоне кнегиња Љубица и Јеврем Обреновић. Пошто кнез на то није пристао дошло је до битке код Метинога брда, у којој је поражен. Након Вучићеве буне Радичевић је напустио Србију септембра 1842. заједно са пораженим кнезом Михаилом. Живео је једно време у Земуну, а једно време у Новом Саду. Прешао је 1848. у Сремске Карловце, где је учествовао у организацији власти за време Српског народног покрета 1848—1849. Када су у Војводину прешли Стеван Книћанин и Миливоје Петровић Блазнавац са добровољцима из Србије, тада се Радичевић повукао у Земун.
Написао је 1849. у Земуну Пројекат устава за Војводину Српску. Од 1851. до 1859. живео је у Новом Саду. Вратио се у Србију 1859. заједно са кнезом Михаилом. Живео је отада у Београду, у коме је умро 27. фебруара/11. марта 1871. године